# Slavonien
Slavonien (kroatiska: Slavonija) är ett landskap i nordöstra Kroatien som gränsar till Serbien i öster, Ungern i norr och Bosnien och Hercegovina i söder.
Slavonien är indelat i sju län och hade totalt 781 454 invånare vid senaste folkräkningen år 2001. Regionens gränser är i stort sett naturliga till följd av de angränsande floderna. Donau skiljer Slavonien från Serbien i öst, Sava skiljer den från Bosnien och Hercegovina i söder och floden Drava skiljer regionen från Ungern i norr.
Slavonien har ett landskap bestående av skog och fält med rik och odlingsbar jord som används till jordbruk. De vanligaste grödorna som odlas i större skala är vete och majs. Några av de större städerna i Slavonien är Osijek, Slavonski Brod, Požega, Vinkovci, Đakovo och Vukovar.
Så kallad slavonsk ek är en mycket populär råvara för tillverkning av fat för lagring av vin, framförallt i Italien.

## Historia
I början av 1990-talet, i samband med Jugoslaviens upplösande, drabbades regionen hårt under det kroatiska självständighetskriget.

## Län
Följande län räknas till Slavonien:
- Osijek-Baranjas län - (en del av länet ligger i regionen Baranja.)
- Vukovar-Srijems län - (inkluderar även regionen Srijem som räknas till Slavonien.)
- Brod-Posavinas län
- Požega-Slavoniens län
- Virovitica-Podravinas län

Följande län ligger till största del i centrala Kroatien men delvis i Slavonien:
- Sisak-Moslavinas län
- Bjelovar-Bilogoras län